# Староатнагулово
Староатнагу́лово (рос. Староатнагулово, башк. Иҫке Атнағол) — присілок у складі Мішкинського району Башкортостану, Росія. Входить до складу Мавлютовської сільської ради.
Населення — 83 особи (2010; 147 у 2002).
Національний склад:
- татари — 95 %